# Wang Jingxia
Wang Jingxia (chinesisch 王靜霞 / 王静霞, Pinyin Wáng Jìngxiá; * 11. November 1976) ist eine ehemalige chinesische Fußballspielerin.

## Karriere
Mit der chinesischen A-Nationalmannschaft nahm sie bereits am Fußball-Turnier der Goodwill Games 1998 teil und wurde hier zumindest im Halbfinale gegen Norwegen eingesetzt. Am Ende gewann ihr Team dieses Spiel mit 4:2.
Anschließend gehörte sie auch zum Kader der Mannschaft bei der Weltmeisterschaft 1999. Hier kam sie aber nicht zum Einsatz. Am Ende gehörte sie aber zu der Mannschaft, welche es bis ins Finale schaffte, dort dann aber den USA unterlag.